# Felsőmocsoládi öreg hárs
A 400 évesre becsült korú felsőmocsoládi öreg hárs a Somogy vármegyei Felsőmocsolád külterületén található. A Bánó család tulajdonában álló Kacskovics–Bánó-kastély birtokához tartozott.

## Története
Egy (valószínűleg új keletkezésű) „legenda” szerint valamikor régen nagy viharok pusztítottak a környéken, és egy hatalmas villám csapott be a dombtetőbe, amitől meghasadt a föld, víz és földgáz tört fel a mélyből, széles medret, vagyis inkább szakadékot vájva magának. A villámtól berobbant a gáz, lángolt, izzott minden. Az erdő leégett. Sárga vízáradat pusztítva folyt végig a környék értékein, mígnem aztán beomlott a homokfal, elzárva a feltört gáz és olaj forrását.  Az emberek fellélegeztek, de kerülték a szakadékot, el is nevezték a helyet a Pokol torkának, mert úgy gondolták, hogy az a hely maga lehet a pokol bejárata, hiszen az onnan feltörő vízoszlop és a mellette felcsapó lángok csakis egyenest a pokolból származhattak.
A Bánó család legendáriuma szerint azelőtt főként hollók éltek az erdőben, amikor aztán a katasztrófa után elcsendesült minden, visszajöttek, és keserves károgással siratták fészkeiket. A környék garabonciása, aki hűséges állataival – foltos kutyájával, fekete kosával és a bütykös botjára rátekeredett kígyójával – járta a vidéket, hogy segítsen a rászorultaknak, meghallgatta a
hollók panaszát, majd megparancsolta nekik, hogy csőrükben hozzanak magokat a hársról, és a kopasz domboldalra telepítsenek erdőt. Jól tudta, hogy a szakadék szélén álló kis hársfa túlélte az ítéletidőt, hiszen saját testével védte meg a pusztító lángoktól. A hollók teljesítették a parancsot, lecsipdesték a fa kis terméseit, és csőrükkel lyukakat ásva a domboldal barna földjébe beültették mindegyiküket. Így történhetett, hogy a kis hársfa terméseiből született újjá az erdő.
A garabonciás továbbra is vigyázott a hársra, ahogyan a méhek és a hollók is, hiszen mindannyiuknak nagy szüksége volt rá. Óriás koronáját megtépázta ugyan az idő – belsejében meg odú növekedett, hogy otthont adjon az állatoknak és az embereknek –, de a szeretetteljes gondoskodásnak köszönhetően minden tavasszal kizöldellt.
A törökök kiűzése után azonban falu települt a völgybe, s híre ment, hogy a garabonciások ideje lejárt. A környék garabonciása is visszavonult, a hársfa befogadta őt odújába. Így történt tehát, hogy az öreg törzs maga is garabonciássá változott. Göcsörtös kérgének emberarca lett, kérge alól kidugja fejét a három jó barát: a foltos kutya, a fekete kos és a kígyó.  Azóta ők segítik a falu lakóit, és az arra járókat.

## Napjainkban
A falu létrejöttével párhuzamosan három kúria, és egy kastély is épült az erdő mellé. Ma a Bánó Kastélyszálló tulajdonosai ápolják a 400 éves hársfát, melyet családtagnak tekintenek, hiszen hosszú életével a Kacskovics-Bánó család több generációjának életét végigkísérte.
2011-ben az Év Fája versenyen elnyerte az első helyezést, ezáltal indult az európai versenyen, mely 2012 februárjában került megrendezésre. Az Európa Év Fája díjat 11 158 szavazattal nyerte el.